# Хоффман, Эбби
 Эббот Говард «Эбби» Хоффман (англ. Abbot Howard «Abbie» Hoffman; 30 ноября 1936 — 12 апреля 1989) — американский левый активист, основатель международной партии молодёжи (йиппи).
Хоффман продолжал свою деятельность до 1970-х годов и остается иконой движения против войны во Вьетнаме и эпохи контркультуры.

## Биография
Эбби Хоффман родился 30 ноября 1936 года в еврейской семье аптекаря в г. Вустер (штат Массачусетс). Изучал психологию в Брендейсе, окончив университет в Беркли с отличием, занимался там борьбой, теннисом, подводным плаванием, боулингом и покером. Возглавлял университетский Клуб любителей кино и студенческое психологическое общество. Преподавал в Беркли. Работал в Вустерской больнице для душевнобольных. Участвовал в движении за гражданские права.
Доктор психологии, автор диссертации по чёрной магии и шаманизму, ученик Маркузе и Маслоу, друг Джона Леннона и Тимоти Лири.
В 1965 году Эбби стал носить длинные волосы. Он прокомментировал это так:
Вы можете скрыться в укромном месте, если вы гей, коммунист, курите травку или ненавидите босса. Но вы не можете спрятать длинную шевелюру: отпустить волосы — значит выйти из укрытия и открыто примкнуть к контркультуре.
В 1967 году на фоне начавшейся войны во Вьетнаме Хоффман возглавил массовый «Поход на Пентагон», участники которого надеялись взорвать его колдовством. Цель своих акций Хоффман разъяснил так:
Ясность — не наша цель. Наша цель — сбить всех с толку. Нас не понимают — и это замечательно: понимая нас, они нашли бы способ нас контролировать.
Хоффман вместе с Джерри Рубином в начале 1968 года создали движение йиппи, и они играли ключевую роль в протестах во время съезда Демократической партии США в Чикаго в августе 1968 года. После этого Хоффман наряду с другими членами так называемой «Чикагской семерки» был обвинен в подстрекательстве к бунту и подвергнут судебному преследованию.
На знаменитом фестивале Вудсток 1969 года Хоффман взобрался на сцену во время выступления The Who, прокричав: «Что, мы так и будем сидеть и слушать это дерьмо, пока Джон Синклер гниёт в тюрьме?», но был быстро выдворен со сцены Питом Таунсендом.
Хоффман стал знаменит, и стал частым гостем ток-шоу. Эбби проделывал там трюки, подрывавшие простодушную веру американцев в телевидение и создаваемую им иллюзию. Бывало, он произносил несколько фраз только губами, чтобы создать впечатление, что его реплику вырезали. Иногда провоцировал посетителей шоу во время рекламной паузы, чтобы потом зрители увидели на своих экранах, как разъярённые обыватели обрушиваются на скромнягу Эбби. На радиоэфире он просил у ведущего закурить, а потом кричал: «Клёвая у тебя травка!»
Лингвист и социолог Ноам Хомский исследовал механизмы манипулирования массовым сознанием через СМИ — Хоффман сражался с телевидением тем же способом. В своих бестселлерах, он пародировал названия модных среди практичных американцев наставлений вроде «Как улучшить свою жизнь, завоевать расположение окружающих и научиться управлять людьми». Так, его известнейшая книга называлась «Fuck the System». Как-то Хоффмана арестовали за написанное на лбу слово «Fuck», и выпустили под залог в $ 5,000 . Через год Хоффмана встретили в аэропорту несколько десятков тинейджеров — все со словом «fuck» на лбах.
Во время ареста зачинщиков студенческой забастовки в 1987 году Хоффман предложил им спеть «песни освобождения», но те не вспомнили ничего, кроме текстов из мюзикла «Волосы». 12 апреля 1989 года во время тяжёлой депрессии Эбби покончил с собой, приняв 150 фенобарбитальных таблеток с алкоголем в пенсильванском городке Нью-Хоуп.

## Сочинения
- Fuck the System (памфлет, 1967) опубликован под псевдонимом Джордж Метецкий[англ.]
- Revolution For the Hell of It (1968, Dial Press)[11] опубликована под псевдонимом "Free" (рус. Свободный)
  - Revolution for the Hell of It: The Book That Earned Abbie Hoffman a 5 Year Prison Term at the Chicago Conspiracy Trial (переиздание 2005, ISBN 1-56025-690-7)[12]
- Woodstock Nation: A Talk-Rock Album[англ.] (1969, Random House)
- Steal This Book (1971, Pirate Editions)[13]
  - Steal This Book (переиздание 1996, ISBN 1-56858-217-X)
  - Authorized online location
- Vote! A Record, A Dialogue, A Manifesto – Miami Beach, 1972 And Beyond (1972, Warner Books) by Hoffman, Jerry Rubin, and Ed Sanders
- To America With Love: Letters From the Underground (1976, Stonehill Publishing) by Hoffman and Anita Hoffman
  - To America With Love: Letters From the Underground (второе издание 2000, ISBN 1-888996-28-5)
- Soon to Be a Major Motion Picture (1980, Perigee, ISBN 0-399-50503-2)
  - The Autobiography of Abbie Hoffman (второе издание 2000, ISBN 1-56858-197-1)
- Square Dancing in the Ice Age: Underground Writings (1982, Putnam, ISBN 0-399-12701-1)
- Steal This Urine Test: Fighting Drug Hysteria in America (1987, Penguin, ISBN 0-14-010400-3) by Hoffman and Jonathan Silvers
- The Best of Abbie Hoffman (1990, Four Walls Eight Windows, ISBN 0-941423-42-5)
- Preserving Disorder: The Faking of the President 1988 (1999, Viking, ISBN 0-670-82349-X) by Hoffman and Jonathan Silvers

### Переводы на русский язык
- Хоффман Э. Сопри эту книгу! Как выживать и сражаться в стране полицейской демократии = Steal This Book / Пер. с англ. и комм. Н. А. Сосновского. — М.: Гилея, 2003. — 240 с. — (Час "Ч". Современная мировая антибуржуазная мысль). — ISBN 5-87987-024-3.
- Хоффман Э. Свобода слова // Анархия. Антология современного анархизма и левого радикализма. В 2-х томах / Сост. А. В. Цветков. — М.: Ультра. Культура, 2003. — Т. 2. Флирт с анархизмом. Левые радикалы. — 369 с.